# Héctor Pons Riudavets
Héctor Pons Riudavets   (Maó, 12 de maig de 1990) és un polític menorquí, alcalde de Maó, mestre i psicopedagog.

## Biografia
És diplomat en Magisteri d'educació musical i llicenciat en Psicopedagogia per la Universitat de Girona, premi extraordinari de promoció de Mestre en l'especialitat d'educació musical, màster interuniversitari en Joventut i Societat coordinat per la Universitat de Girona i Màster Universitari en Formació de Professorat per la Universitat de les Illes Balears. Va exercir com a docent de 2015 a 2017.
En l'àmbit polític, va ser Secretari d'organització de Joventuts Socialistes de Menorca de 2012 a 2017 i és Secretari General del PSOE Maó des-de 2017. Es va iniciar a la política local a les eleccions municipals de 2015, ocupant el cinquè lloc de la llista presentada pel Partit Socialista, encapçalada per Vincenç Tur.
A les citades eleccions el partit socialista obtingué 6 regidors, que juntament amb els 6 regidors de l'agrupació d'electors AraMaó van suposar el nomenament com a alcaldessa de Conxa Juanola. Durant aquest període Pons va ostentar el càrrec de Regidor de Cultura i Festes, Arxiu i Patrimoni entre 2015 i 2016, i després de la dimissió de Vicenç Tur, el de Primer Tinent d´Alcaldia responsable de Cultura, Festes i Port, així com Portaveu del Grup Municipal del PSOE entre 2017 i 2019.
A les eleccions municipals de 2019, encapçala la candidatura del PSOE al municipi de Maó, que obté 7 regidors, que juntament amb els 5 regidors de l'Agrupació d´electors AraMaó, suposen el seu nomenament com a Alcalde de Maó el 15 de juny de 2019.
A les eleccions municipals de 2023, encapçala novament la candidatura del PSOE, guanyant les eleccions com a força més votada i obtenint 8 regidors. Aquest resultat va permetre el seu nomenament com a Alcalde el Maó, si bé en aquest cas com a govern en minoria, al no reeditar el pacte amb l'Agrupació d´electors AraMaó.